# Neuillac
Neuillac ist eine französische Gemeinde mit 316 Einwohnern (Stand: 1. Januar 2022) im Département Charente-Maritime in der Region Nouvelle-Aquitaine (vor 2016 Poitou-Charentes); sie gehört zum Arrondissement Jonzac und zum Kanton Jonzac. Die Einwohner werden Neuillacais genannt.

## Geographie
Neuillac liegt etwa 85 Kilometer nordnordöstlich von Bordeaux. Nachbargemeinden von Neuillac sind Jarnac-Champagne im Norden, Sainte-Lheurine im Nordosten und Osten, Réaux sur Trèfle im Südosten und Süden, Saint-Germain-de-Lusignan im Süden und Südwesten, Neulles im Westen sowie Chadenac im Nordwesten.

## Bevölkerungsentwicklung
| Jahr                       | 1962 | 1968 | 1975 | 1982 | 1990 | 1999 | 2006 | 2019 |
| Einwohner                  | 331  | 302  | 286  | 237  | 214  | 258  | 270  | 302  |
| Quellen: Cassini und INSEE |      |      |      |      |      |      |      |      |

## Sehenswürdigkeiten
- Kirche Saint-Pierre, Monument historique seit 1914

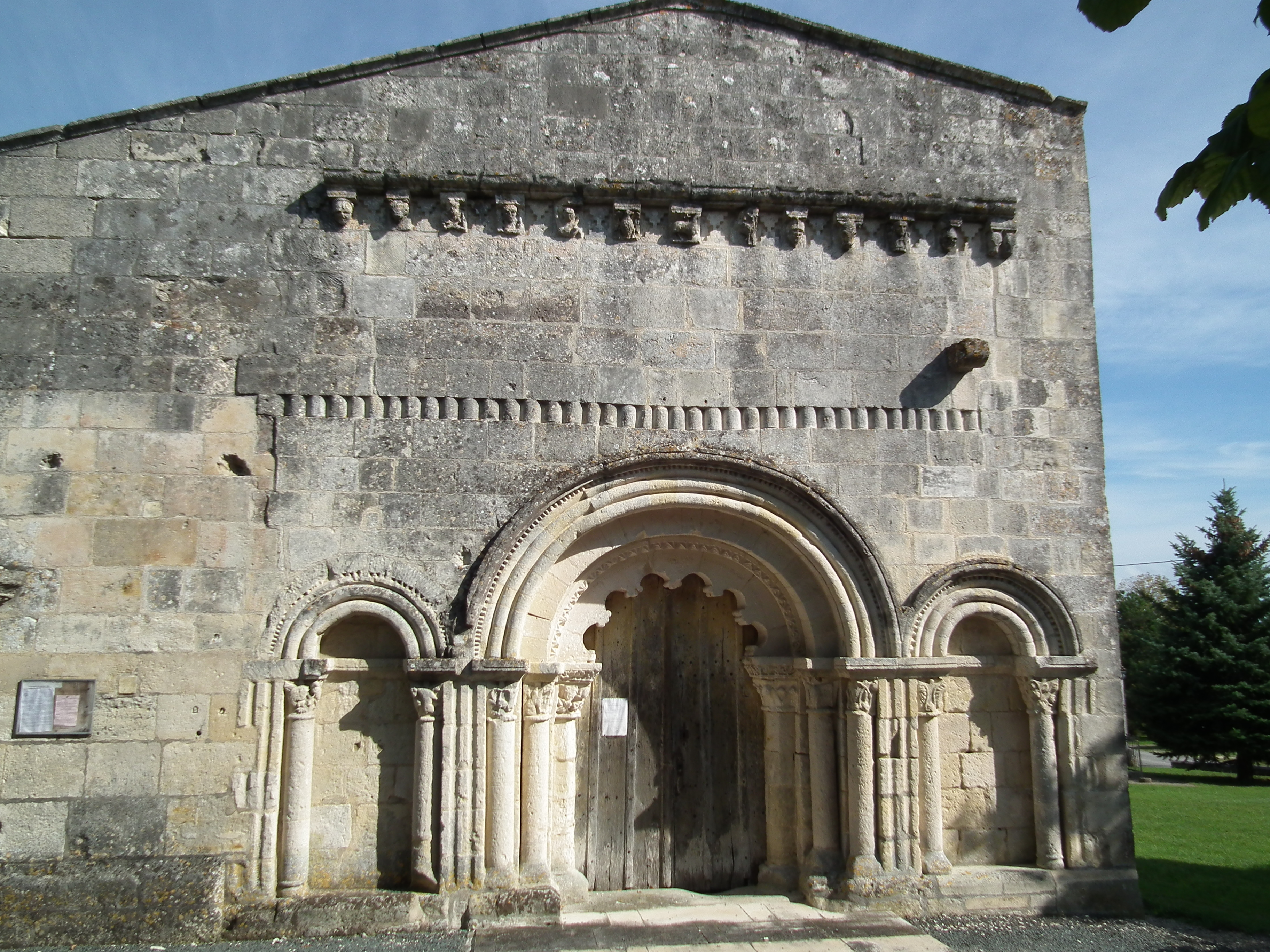
Kirche Saint-Pierre